# Mecysmauchenius eden
Mecysmauchenius eden is een spinnensoort uit de familie Mecysmaucheniidae. De soort komt voor in Chili.